# ヨーゼフ・レーデン
ヨーゼフ・レーデン（Joseph Rheden、1873年4月5日 - 1946年8月6日）は、オーストリア東チロル州リエンツ郡アムラッハ生まれの天文学者。惑星、小惑星、彗星の天体写真観測を行ったことで知られている。

## 生涯
1897年から1901年までウィーン大学で天文学、数学、物理学を学んだ後、1904年には博士号を取得した。1901年からウィーン天文台の助手を務め、1906年には非常勤となった。1913年から1916年にかけて3つの小惑星を発見した。レーデンは、122個もの小惑星を発見した天文学者ヨハン・パリサの孫の夫であり、彼と一緒に天文台に勤務していた。1935年、レーデンは裁判所の評議員を引退したが天文台での活動は続けていた。1946年、チロル州のリエンツで73歳で亡くなった。リエンツの名誉市民となった。
また、天文学的な計時サービスにも力を注いでいた。彼は、天文台に自作の受信機を設置し、天文台の時計と国際的な電波時計の時刻表示を電波による時刻信号で調整することができるようにした。全ての共通波長域に対応しており、国際時間サービスの無線時刻信号と定期的に時計を比較することができる最初の機関の一つであった。また1898年にはすでに、彼は流星の軌道を記録できる装置を開発していた。1908年以降、天文台の写真室には、レーデンの仕様によるカメラ付きの望遠鏡が設置された。この天体望遠鏡では、ヨハン・パリサの目視による観測を補完するための写真を多数撮影した。

## 発見した小惑星
ヨーゼフが発見した小惑星は744 アグンティーナ、771 リベラ、844 レオンティーナの三つ。
彼自身の名前が命名された小惑星は現在のところないが、710 ゲルトルートはヨーゼフの妻、つまり、この小惑星の発見者ヨハン・パリサの孫でもあるガートルード・レーデンにちなんで命名された。